# Asesura
Asesura - okres stażu zawodowego prawnika, który ukończył aplikację, wymagany do uzyskania przez niego pełnych uprawnień zawodowych. 
W Polsce wymóg odbycia asesury obowiązuje kandydatów na prokuratorów, notariuszy i komorników, natomiast adwokaci oraz radcy prawni uzyskują pełne uprawnienia zawodowe już z chwilą zdania egzaminu końcowego po ukończeniu aplikacji. 
Do daty wejścia w życie wyroku Trybunału Konstytucyjnego z 24 października 2007 sygn. SK 7/06, tj. do 5 maja 2009 r. i przepisów nowelizujących, w związku z wydanym wyrokiem TK, ustawę Prawo o ustroju sądów powszechnych, urząd asesora sądowego funkcjonował także w sądownictwie powszechnym, a także  wojskowym. 
Asesorzy prokuratury muszą wykonywać swoje obowiązki przez co najmniej rok zanim można ich nominować na stanowisko prokuratora. Asesorów prokuratury obowiązuje wymóg aprobaty, tj. zatwierdzenia decyzji merytorycznej przez prokuratora-aprobanta. 
Asesorzy sądowi muszą wykonywać swoje obowiązki przez co najmniej trzy lata przed uzyskaniem nominacji sędziowskiej. W odróżnieniu jednak od asesorów prokuratury zgodnie z art. 135 § 2 ustawy Prawo o ustroju sądów powszechnych asesorzy sądowi są niezawiśli i podlegają tylko konstytucji oraz ustawom, dysponują zatem niemal taką samą władzą i uprawnieniami jak sędziowie. Lecz sytuacja ta została zmieniona zgodnie z wyrokiem Trybunału Konstytucyjnego z dnia 24 października 2007 r. [sygn. akt SK 7/06]. Sprawa asesorów została wstrzymana do 18 miesięcy po wydaniu orzeczenia, a sprawa ich orzekania jeszcze nie rozwiązana.
Asesorzy komorniczy muszą pracować w tym charakterze co najmniej przez dwa lata zanim mogą ubiegać się o powołanie na stanowisko komornika. Asesora komorniczego powołuje prezes właściwego sądu apelacyjnego na wniosek osoby zainteresowanej, po zasięgnięciu opinii rady właściwej izby komorniczej. Komornik może zlecić asesorowi komorniczemu przeprowadzenie egzekucji w sprawach o świadczenie pieniężne oraz w sprawach o zabezpieczenie roszczenia pieniężnego, w obu przypadkach o wartości nieprzekraczającej kwoty stanowiącej równowartość stukrotnego przeciętnego wynagrodzenia miesięcznego w gospodarce narodowej w roku poprzednim, ogłaszanego przez Prezesa Głównego Urzędu Statystycznego w Dzienniku Urzędowym Rzeczypospolitej Polskiej „Monitor Polski”,